# Earwig
Earwig és una pel·lícula del 2021 dirigida per Lucile Hadzihalilovic. Es tracta d'una coproducció belga, francesa i britànica. S'ha subtitulat al català.
És una adaptació de la novel·la homònima de l'escriptor britànic Brian Catling publicada el 2019.

## Sinopsi
En algun lloc d'Europa, a mitjans del segle xx, l'Albert treballa cuidant la Mia, una nena amb dents de gel. La Mia mai no surt d'un apartament on les portes i finestres sempre estan tancades.

## Repartiment
- Paul Hilton: Albert
- Romane Hemelaers: Mia
- Romola Garai: Céleste
- Alex Lawther: Laurence
- Anastasia Robin: Marie
- Peter Van Den Begin
- Martin Verset: Albert de jove

## Premis i reconeixements
Va ser reconeguda amb el Premi Especial del Jurat del Festival Internacional de Cinema de Sant Sebastià de 2021.
A part, va ser seleccionada pel Festival de Cinema de Londres 2021 i pel Festival Internacional de Cinema de Dones de Créteil 2022, i va ser la pel·lícula de tancament del Festival Hallucinations collectives 2022.